# بنجامين كوهن
بنجامين كوهن (بالإنجليزية: Benjamin Jerry Cohen)‏ هو اقتصادي أمريكي، ولد في 5 يونيو 1937 في أوسينينغ في الولايات المتحدة.